# Pelle Igel
Pelle Igel (* 2. Januar 1905 in Trier; † 13. Dezember 1981 in Achern), eigentlich Julius Hans Woile, bekannt auch als Hans Peter Woile, war ein deutscher Schriftsteller. Vor dem Zweiten Weltkrieg arbeitete er als kommunistischer Agitator und war danach ein der DDR zugeneigter westdeutscher Schriftsteller, Karikaturist und Zeichenlehrer.

## Leben
Standesamtlich als Julius Hans Woile registriert, gab er sich selbst den Vornamen Hans Peter oder auch Hans Pitter und wirkte hauptsächlich unter dem Pseudonym Pelle Igel. Beide Eltern waren am Stadttheater Trier engagiert. Nach deren Scheidung verblieb er bis zum 14. Lebensjahr bei der Mutter, die mit einer Wanderbühne umherzog, weswegen er häufig die Schule wechselte. An der Seite seiner Mutter spielte er selbst Kinder-Nebenrollen. Seine Jugendjahre verbrachte er bei den Großeltern in Bremen, wo er die Oberrealschule besuchte.
Er bekam eine Malausbildung und erlernte den Beruf des Zeichenlehrers. an der Kunsthochschule Bremen. Er unterrichtete daraufhin an der Scharrelmannschule. Noch als Malerlehrling trat er in die Gewerkschaft und den Kommunistischen Jugendverband Deutschlands ein. 1927 gründete er im Auftrag der Internationalen Arbeiter-Hilfe (IAH) nach dem Vorbild der Blauen Blusen die Agitprop-Truppe „Die Roten Reporter“, deren Leiter, Autor und Spieler er war. Er war ab 1930 Korrespondent der Bremer Arbeiterzeitung und Leiter der bremisch-oldenburgischen Sektion des Bundes proletarisch-revolutionärer Schriftsteller (BPRS), bei dem er seit 1928 Mitglied war. Ebenfalls 1928 hatte er sich der KPD angeschlossen.
In der Reichstagsbrandnacht wurde Pelle Igel verhaftet und zur „Umerziehung“ ins KZ Mißler bei Bremen verbracht. Im August 1933 kam er wieder frei, weil sein Pseudonym keine eindeutige Zuordnung zu seiner Person zuließ. Er erhielt jedoch Berufsverbot als Journalist und Zeichenlehrer. Es folgte ein zeitweiliger Aufenthalt in den Niederlanden und nach seiner Rückkehr 1938 die Meisterprüfung im Malerhandwerk. Fortan arbeitete er als selbstständiger Anstreicher. Nebenher beteiligte er sich illegal an der Erstellung eines antinazistischen Karikaturenbuches, das erst 1947 erscheinen konnte.
1940 wurde Pelle Igel zum Kriegsdienst eingezogen und 1941 zum Strafbataillon 999 versetzt. 1943 wurde er als hundertprozentig kriegsbeschädigt entlassen. Er kam 1945 nach Ottenhöfen im Schwarzwald, wo er von 1945 bis 1949, von den alliierten Besatzern eingesetzt, in der Gemeindeverwaltung arbeitete. In dieser Zeit gehörte er zu den Begründern des Demokratischen Kulturbundes in Baden. Wieder schreibend, erschienen Gedichte, Kurzprosa und Berichte von ihm unter anderem im Karlsruher Badischen Volksecho, in der Sächsischen Zeitung, im Bremer Neuen Echo, in der Österreichischen Volksstimme sowie in der Weltbühne. Für die in Offenburg erscheinende KPD-Zeitung Unser Tag fungierte er als Kulturredakteur. 1957 veröffentlichte er die antimilitaristische Satirensammlung Stiefel bleibt Stiefel, mit der er gegen Wiederbewaffnung und drohenden Atomkrieg protestierte. Die Schrift wurde 1958 verboten und ein Ermittlungsverfahren eingeleitet. Nachdem Igel die Staatsmacht weiter provoziert hatte, wurden im Januar 1962 bei einer Hausdurchsuchung 130 Zeichnungen, Karikaturen und Plakate beschlagnahmt, von denen die meisten in der Wochenzeitung Badischer Volksbote (gewissermaßen Nachfolger des verbotenen Badischen Volksechos) abgedruckt worden waren. Daraufhin kam es zur Anklage wegen Staatsgefährdung und Landesverrat. Nach fast achtjährigem Prozess wurde das Verfahren 1969 eingestellt. Der Badische Volksbote war bereits 1962 aufgrund der negativen öffentlichen Meinung und damit einhergehenden rückläufigen Leserzahlen nicht weitergeführt worden.
Von 1963 bis 1975 hatte Igel einen Zweitwohnsitz in Friesack bei Nauen in der DDR. Er unterrichtete Zeichnen an der dortigen Ingenieurschule für Landtechnik und wohnte im Dachgeschoss des Schulgebäudes, bis sich Unmut gegen den „Westdeutschen“ regte. Anfang der 1970er Jahre waren seine Gedichte regelmäßig in dem hektografierten Periodikum Agitprop. Aktueller Textdienst für Spiel- & Songgruppen vertreten. In den 1970er Jahren beteiligte er sich am Aufbau des Werkkreises Literatur der Arbeitswelt.
Das indizierte Büchlein Stiefel bleibt Stiefel erschien 1976 in einer Neuauflage. Es folgten noch die 70-seitige Glosse Benaz, seines „großen Führers“ kleiner Marschlehrer (1978) und die Prosasammlung Zimmer 6 und andere Erlebnisse (1980). Als Mitglied der Initiative Künstler für den Frieden gehörte Igel 1981 zu den Erstunterzeichnern des Krefelder Appells. Igel unternahm zahlreiche Lese- und Vortragsreisen in die DDR, nach Österreich und in die Schweiz.

## Stil
In der Weimarer Republik wandte sich Pelle Igel der Not der „einfachen Leute“ zu und prangerte die gesellschaftlichen Herrschaftsverhältnisse an. Nach dem Krieg kritisierte er an der Bundesrepublik zum Beispiel deren Kunstfreiheit, die Berufsverbote, die Remilitarisierung und die Wiedereinsetzung von ehemaligen Nazis in gehobene Positionen (die sogenannte „NS-Kontinuität“), wobei er in seinen Texten konkrete Verantwortliche benennt.
Das SED-Zentralorgan Neues Deutschland schrieb in seinem Nachruf, Pelle Igel habe „zu den Pionieren der sozialistischen Literatur in Deutschland“ gehört und dabei „gegen die imperialistische Klassenherrschaft gekämpft“.
Seine Ausdrucksmöglichkeiten gelten als limitiert. Sein Prosastil ist schlicht, ohne „[a]usgefeilte Formulierungen und ästhetische Finessen“. Die Gedichte sind überwiegend in den gängigen Reimschemata [aabbcc…] oder [abab] gehaltene Gebrauchslyrik und verletzen mitunter Regeln der Metrik oder Syntax.

## Schriften

### Bücher
- 1947: … und morgen die ganze Welt. Zeitsatire in Wort und Bild. Verlag Die Zukunft, Reutlingen.
- 1957: Stiefel bleibt Stiefel. Zeitsatire in Vers und Prosa. Conseil-Verlag Jentzen, Stuttgart. (Auflage vernichtet.)
- 1960: Blindgänger in Dresden. Bezirksfriedensrat, Dresden.
- 1963: Abbau der Demokratie. Aus eigenem Erleben dargestellt. Ich klage an! Dokumentation über „Pressefreiheit und Informationsfreiheit“. Dokumentation über einen Prozeß. Selbstverlag, Ottenhöfen in Baden. (Broschüre.)
- 1964: Das Echo. Briefe, Zeitungsberichte und Zeichnungen als Antworten auf die Broschüre: „Abbau der Demokratie – Ich klage an“ von Hans-Peter Woile. Selbstverlag, Ottenhöfen in Baden. (Broschüre.)
- 1976: Stiefel bleibt Stiefel. Zeitsatire in Vers und Prosa. Verlag Atelier im Bauernhaus, Fischerhude (= Fischerhuder Texte 1). (Neuauflage.)
- 1978: Benaz, seines „großen Führers“ kleiner Marschlehrer. Eine Glosse mit Zeichnungen. Verlag Atelier im Bauernhaus, Fischerhude (= Fischerhuder Texte 31). ISBN 3-88132-031-8. (Fälschlicherweise manchmal als „Benar“ gelesen und wiedergegeben.)
- 1980: Zimmer 6 und andere Erlebnisse. Verlag Atelier im Bauernhaus, Fischerhude (= Fischerhuder Texte 44). ISBN 3-88132-044-X.

### Anthologie-Beiträge
- 1974: Rote Reporter in Aktion. In: Der rote Großvater erzählt. Berichte und Erzählungen von Veteranen der Arbeiterbewegung aus der Zeit von 1914 bis 1945. Fischer Taschenbuch Verlag, Frankfurt am Main. ISBN 3-436-01857-0. S. 71–85.
- 1976: Das Grundgesetz. [Karikatur]. In: Wolfgang Beutin, Thomas Metscher, Barbara Meyer (Hrsg.): Berufsverbot. Ein bundesdeutsches Lesebuch. Verlag Atelier im Bauernhaus, Fischerhude (= Fischerhuder Texte 15). ISBN 3-88132-015-6. S. 205.
- 1982: Rote Reporter in Aktion, Die Umschulung, Die klare Ausdrucksweise, Weihnachten, 11. Januar 1942, Nehmt mir die Hände ab!, Der Säbel, Die Sonnenblumen, Die „faulen Äpfel“ und 11 Gedichte. In: Die Unverbesserlichen. Rote Großväter erzählen. Verlag Tribüne, Berlin. S. 120–165.

### Artikel
- Juni/Juli/August 1965: Die Geschichte der Frau Elsa Beu. Abdruck in diversen linksgerichteten Zeitungen der Bundesrepublik Deutschland. Auch in der DDR in: Die Weltbühne. Nummer 33, 18. August 1965, S. 1025–1027.

### Liedtexte
- 19??: Rote Reporter überall (Musik: Kurt Köhler)
- 19??: Das gibt erst das richtige Fahnentuch (Musik: Karl Frank)
- 1971: Freiheit für Angela Davis (dazu drei Melodiefassungen von den Laienkomponisten Wolfgang Friedrichs, H. Abele bzw. Gabriele Groll)

### Schallplatten
- 1978: Pelle Igel liest. Verlag Atelier im Bauernhaus, Fischerhude. (Langspiel-Sprechplatte.)

### Grafikmappen
- 1975: Pelle Igel. Politische Karikaturen. 30 Jahre Kampf gegen Reaktion und Dunkelmännertum. Verlag Atelier im Bauernhaus, Fischerhude (= Fischerhuder Grafik 1). ISBN 3-88132-301-5.

## Ausstellungen (Auswahl)
- 1975: Politische Karikaturen für Demokratie und Frieden, Hochschule für Gestaltung Bremen
- 1975: Chile nach dem Putsch, Wanderausstellung des Demokratischen Kulturbundes BRD
- 1977: Politische Karikaturen und Kollagen. 30 Jahre Bundesrepublik, Studiobühne der Universität auf dem Gießberg, Konstanz
- 1980: Pelle Igel: Karikaturen und Fotomontagen der fünfziger und sechziger Jahre, Galerie am Chamissoplatz, Berlin

## Vorträge (Auswahl)
- Stachlige Wahrheiten. Ernst und Satire an der deutschen Wäscheleine aufgehängt. Auch u.d.T. Stachlige Wahrheiten auf der bundesdeutschen Wäscheleine. Gehalten an mehreren Orten in der DDR.
- Stiefel bleibt Stiefel. Lieder und Texte gegen den Krieg. Zusammen mit der Songgruppe Jörg Ratgeb (Pforzheim).
- Proletarische Lyrik und Prosa. Gehalten an mehreren Orten in der DDR.
- Kunst und Antikunst in der Gegenwart. Gehalten an mehreren Orten in der DDR.
- Vorsicht, Michel, Porzellan! Zusammen mit dem Schauspielensemble des Stadttheaters Meißen.
- Wo stehen wir in der Bundesrepublik? Gehalten an mehreren Orten in der DDR.